# Suphanuvong
Suphanuvong (laoský zápis ສຸພານຸວົງ, výslovnost [súʔpʰáːnūʔʋóŋ]; 13. července 1909
Luang Prabang — 9. ledna 1995 Vientiane) byl laoský politik, vůdce guerillového hnutí Pathet Lao a první prezident Laoské lidově demokratické republiky, známý pod přezdívkou Rudý princ.
Jeho otcem byl Bounkhong, vicekrál v Luang Prabangu. Mladý Suphanuvong studoval v Hanoji a Paříži, kde získal titul stavebního inženýra. Oženil se s Vietnamkou Le Thi Ky Nam, která byla příslušnicí Viet Minhu, pod jejím vlivem přijal protikoloniální a krajně levicové názory. Stal se ministrem veřejných prací ve vládě nezávislého Laosu, který jednostranně vyhlásilo roku 1945 nacionalistické hnutí Lao Issara. Po návratu Francouzů k moci o rok později zahájil ozbrojený odpor a z radikálních příslušníků Lao Issary zformoval roku 1950 organizaci Pathet Lao (Laoský národ). Pobýval v Číně a Severním Vietnamu, kde se školil v komunistické ideologii a metodách partyzánského boje. Na Ženevské konferenci byl dohodnut odchod Francouzů ze země a vyhlášení nezávislého laoského království, do jeho armády měly být začleněny i Suphanuvongovy jednotky, které v té době ovládaly horské provincie Huaphan a Phongsaly. V roce 1957 byla vytvořena koaliční vláda, v níž zasedl i Suphanuvong, kvůli zásadním programovým rozepřím se však do roka rozpadla a k moci se dostal antikomunistický Výbor pro obranu národních zájmů (CDIN), který Suphanuvonga se čtrnácti nejbližšími spolupracovníky uvěznil. Podařilo se jim však uprchnout a přidat se ke své armádě v džungli, která obnovila boj proti vládě.
Toto období laoské historie je nazýváno „obdobím tří princů“, protože vůdci tří hlavních politických frakcí, pravicový Bun Um, středový Suvanna Phuma a levicový Suphanuvong byli všichni příslušníky aristokracie, Suvanna Phuma a Suphanuvong byli dokonce nevlastní bratři. V roce 1962 byla na Planině hrnců podepsána mírová dohoda, Laos se stal neutrální zemí a Suphanuvong získal post místopředsedy vlády národní jednoty. Roku 1964 však došlo k vojenskému převratu a nový režim se jasně orientoval na USA. Suphanuvong a Pathet Lao se tak znovu postavili proti centrální vládě a podařilo se jim ovládnout rozsáhlé venkovské oblasti, na kterých nastolili marxistický režim. Občanská válka trvala do roku 1973, kdy byla uzavřena další koalice. V ní už měl Suphanuvong a jeho stoupenci převahu, využili také odchodu amerických jednotek z Vietnamu, rozpustili parlament a vyhlásili nové volby, které vyhrála levice. 2. prosince 1975 byla zrušena monarchie a Suphanuvong byl zvolen prezidentem.
Nový režim se jednoznačně orientoval na státy sovětského bloku, zahájil znárodňování a represe vůči opozici. Suphanuvong se stával spíše symbolickou postavou, faktickou moc získal mladší a energičtější premiér Kayson Phomvihan. Suphanuvong v roce 1986 ze zdravotních důvodů rezignoval na post hlavy státu, formálně ho ale zastával až do roku 1991, kdy byl jeho nástupcem zvolen Phomvihane.